# Sudbury Hill (London Underground)

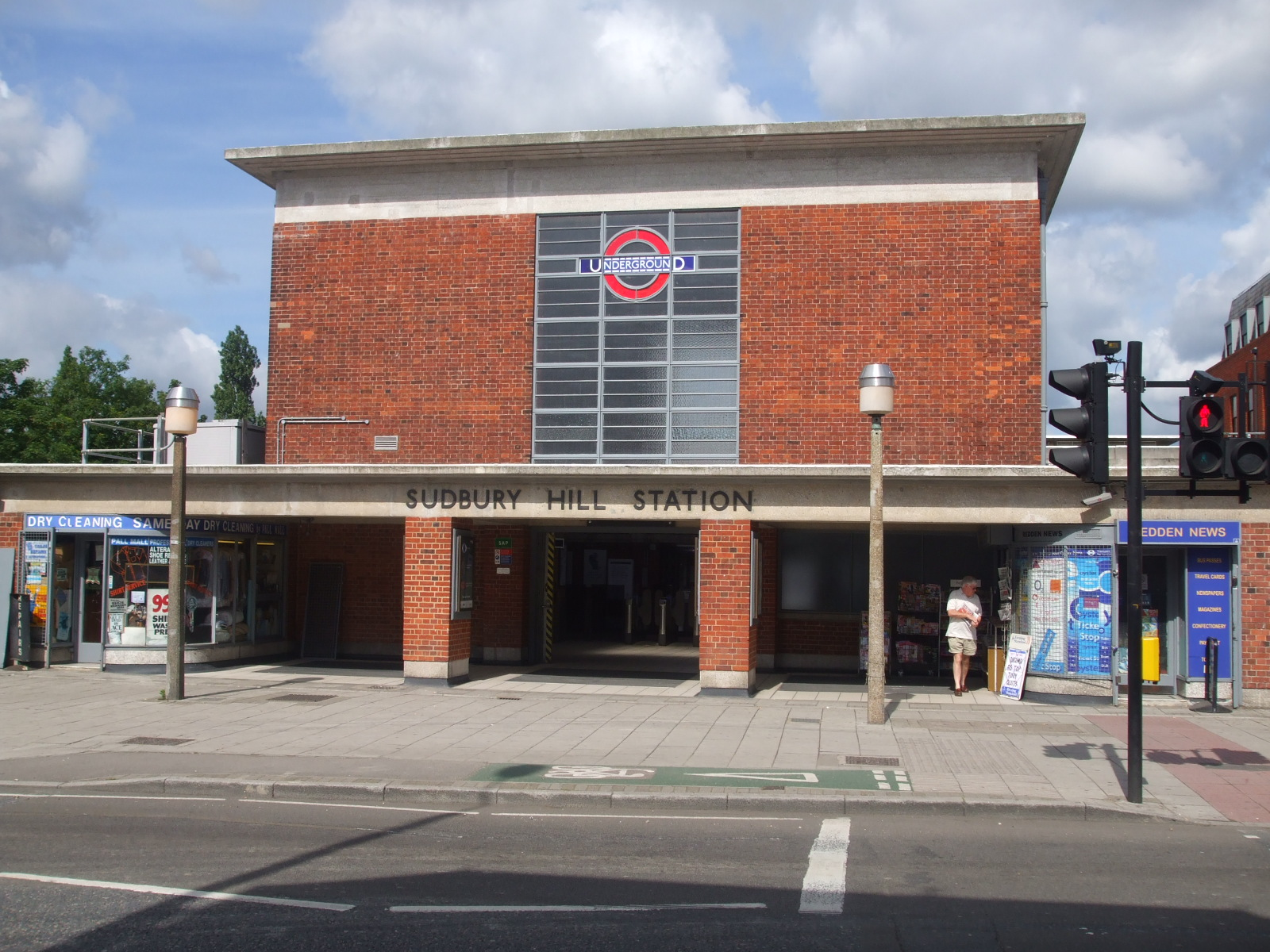
Stationsgebäude

Sudbury Hill ist eine oberirdische Station der London Underground im Stadtbezirk London Borough of Harrow. Sie liegt in der Travelcard-Tarifzone 4 an der Greenford Road. Im Jahr 2013 nutzten 2,01 Millionen Fahrgäste diese von der Piccadilly Line bediente Station. Etwa 150 Meter weiter nördlich befindet sich der Bahnhof Sudbury Hill Harrow der Eisenbahngesellschaft Chiltern Railways.
Die Metropolitan District Railway (MDR; Vorgängergesellschaft der heutigen District Line) eröffnete am 28. Juni 1903 eine neue Strecke von Park Royal & Twyford Abbey nach South Harrow. Der Abschnitt zwischen Ealing Common und Park Royal & Twyford Abbey war fünf Tage zuvor eröffnet worden. Die neue Strecke war - zusammen mit den bereits existierenden Gleisen ab Acton Town - die erste elektrifizierte Unterpflasterbahn der Underground. Am 4. Juli 1932 wurde der Betrieb auf der Strecke zwischen Ealing Common und Rayners Lane an die Piccadilly Line übertragen.
Das ursprüngliche Stationsgebäude bestand aus Holz. Es wurde 1930/31, als Vorbereitung auf die Übergabe der Strecke an die Piccadilly Line, abgerissen und durch einen Neubau ersetzt. Nach den Plänen von Charles Holden entstand ein Gebäude, das Funktionalismus und Art déco vereint. Es besteht aus einem massiven, über einem flachen Zweckbau aufragenden Block aus roten Ziegelsteinen mit hohen Obergaden, die viel natürliches Tageslicht in die großzügig dimensionierte Schalterhalle eindringen lassen. Seit 1994 steht die Station unter Denkmalschutz (Grade II), zusammen mit dem benachbarten Unterwerk.